# Llengua jeru
Aka-jeru (també conegut simplement com a Jeru) és una llengua gairebé extingida de les illes Andaman, a l'Índia. L'any 1997 tenia 37 parlants, tots bilingües en hindi. L'Aka-jeru es parlava a l'interior i el sud de l'illa Andaman del nord i a l'illa Sound.